# كاري ميلر
كاري ميلر (بالإنجليزية: Kari Miller) (16 أبريل 1977 في الولايات المتحدة - ) هي لاعب كرة طائرة شاطئية ولاعبة كرة طائرة الولايات المتحدة. شاركت في الألعاب البارالمبية الصيفية 2012 ودورة الألعاب البارالمبية الصيفية 2008.

## وصلات خارجية
- كاري ميلر على موقع Paralympic.org (الإنجليزية)
- كاري ميلر على موقع اللجنة الأولمبية والبارالمبية الأمريكية (الإنجليزية)